# W54

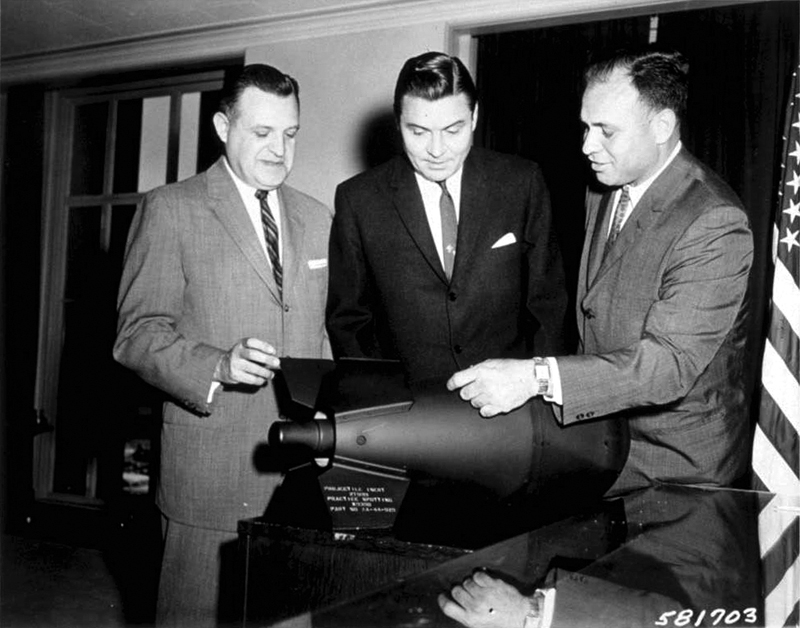
Ядерна боєголовка W54 використовувалася в переносному снаряді M-388 Деві Крокетт. Впадає в очі незвично малий розмір боєголовки.

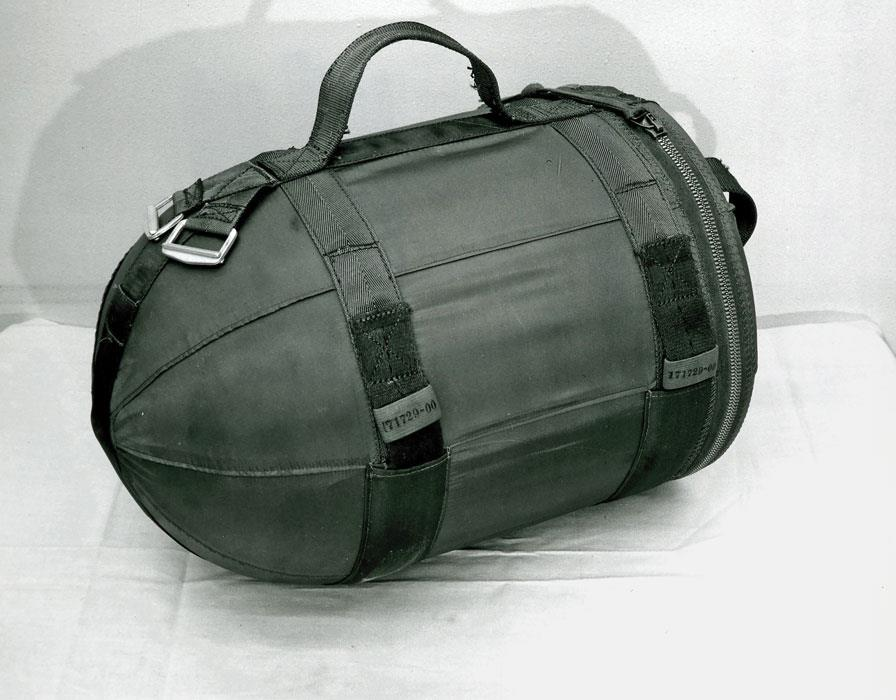
Версія підривного заряду SADM (B54) W54 у сумці для транспортування.

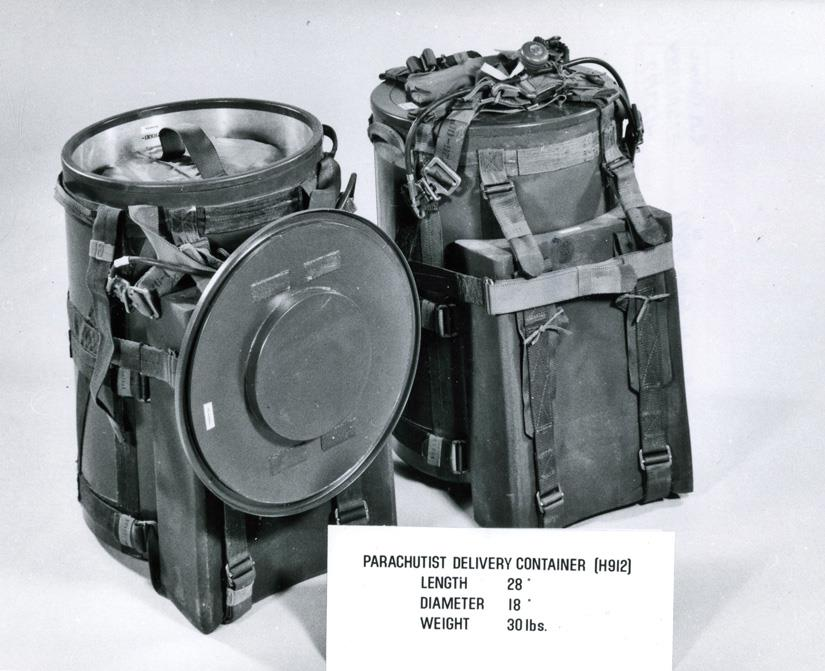
Жорсткий футляр для транспортування SADM

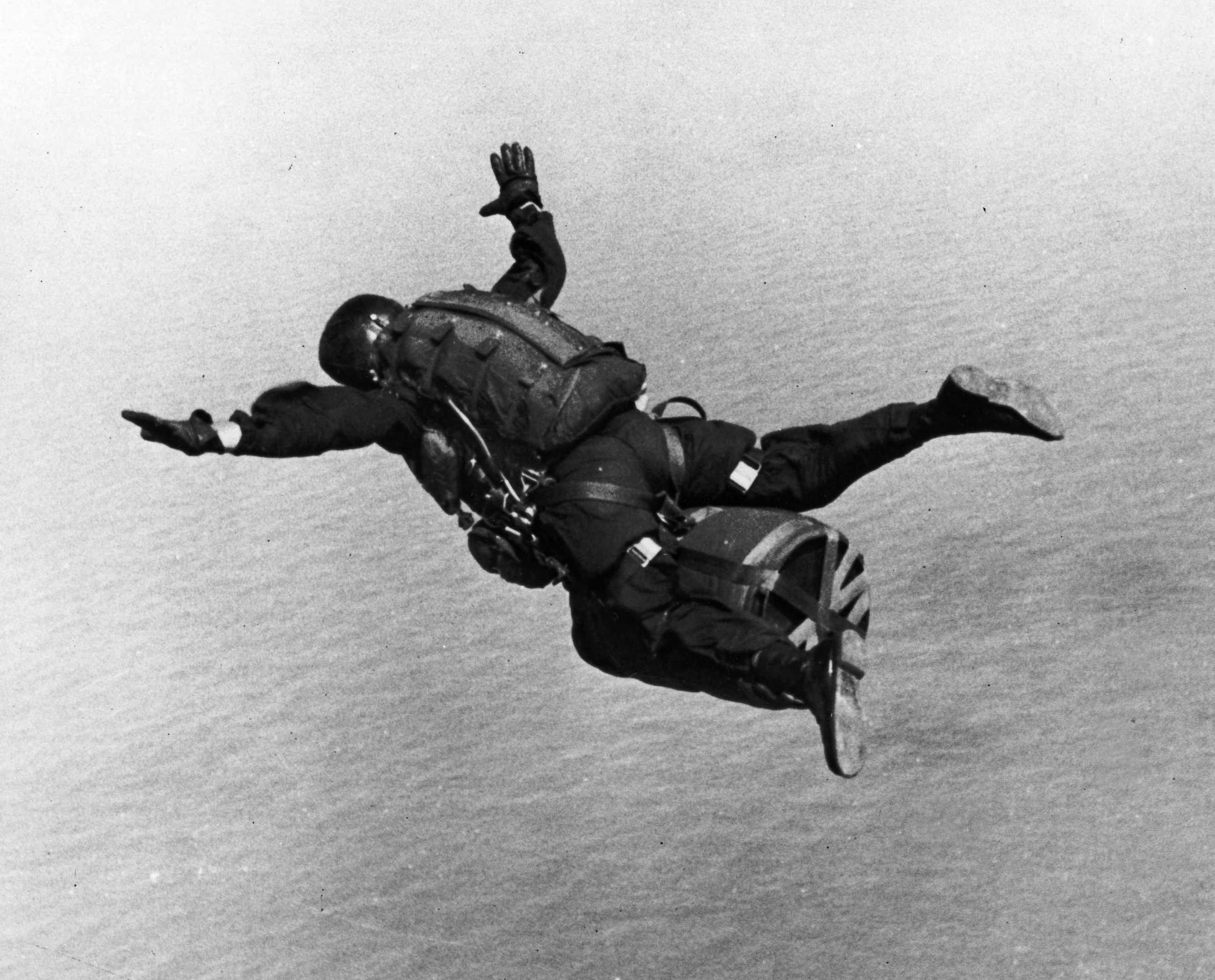
Десантник спецпідрозділу армії США з команди Green Light виконує військовий стрибок у вільному падінні з великої висоти з низьким отвором за допомогою MK54

W54 (також відомий як Mark 54 або B54) — тактична ядерна боєголовка, розроблена Сполученими Штатами наприкінці 1950-х років. Ця зброя примітна тим, що є найменшою ядерною зброєю як за вагою, так і за потужністю, яка надійшла на озброєння США. Це був компактний вибуховий пристрій, який містив плутоній-239 як матеріал, що розщеплюється, і в різних версіях і модифікаціях він мав вихід від 10 до 1 000 тонн тротилу (42 до 4 184 гігаДжоулів).
Зброя мала дві різні версії: боєголовка, яка використовувалася в ракеті повітря-повітря AIM-26 Falcon і в безвідкатній гарматі Деві Крокетт, а інша використовувалася в системі спеціальний атомний руйнівний боєприпас (SADM), разом з кількома модифікаціями (модифікаціями) для кожної версії. Ці два типи відрізняються тим, що більша частина дизайну між ними була різною, аж до того, що під час розробки SADM було запропоновано надати йому власне унікальне маркування.
Пізнішою розробкою став W72, який був перебудованим W54, який використовувався з керованою бомбою AGM-62 Walleye. W72 був в експлуатації до 1979 року.

## Розробка

### Боєголовка
Інтерес до легкої малопотужної зброї для Falcon і Деві Крокетт почався в 1958 році. Зброя спочатку була розроблена Радіаційною лабораторією Каліфорнійського університету в Ліверморі (з серпня 1958 до 1971 року вона була перейменована в Радіаційну лабораторію Лоуренса) під позначенням XW-51, але в січні 1959 року розробку зброї було передано Лос-Аламосській національній Лабораторія і змінили позначення XW-54.
Як для Falcon, так і для Деві Крокетт Міністерство оборони постачатиме системи зброї та адаптаційні комплекти для боєголовок, тоді як за боєголовки та системи стрільби відповідатиме Комісія з атомної енергії. Дата першого виробництва боєголовки Falcon була запланована на лютий 1961 року, а боєголовка для Davy Crockett була призначена на жовтень 1961 року. Це сталося тому, що вважалося, що більш високе прискорення, яке відчуває боєголовка в сервісі Дейві Крокетт, ускладнить сертифікацію деталей.
Під час розробки сподівалися, що для обох застосувань можна буде використовувати ту саму боєголовку, але вимоги до датчиків навколишнього середовища, які використовуються для виявлення, чи знаходиться зброя у належному військовому середовищі, і, у свою чергу, відключають пристрої безпеки зброї, для кожного застосування були досить інакші. При використанні Falcon боєголовка зазнала 17 г (170 м/с2) прискорення протягом 0,8 секунди, тоді як у Дейві Крокетта використання зброї зазнало від 1800 до 2500 г (від 18 000 до 25 000 м/с2) протягом 3 мілісекунд. Передбачуваний пристрій був таким, який не спрацював би менше ніж за 10 г (98 м/с2) або менше ніж 2 г на секунду (20 м/с2/с).

## Конструкція
Основою зброї був пристрій «Скарабей», який походить від пристрою «Гнат». Скарабей також використовувався як первинний етап у випробуванні термоядерної зброї Домінік Намбе.

### Боєголовка
Налаштована на використанні в Деві Крокетт, зброя містила два набори підривників: радарний підривник вибух в повітрі, спрацьовував на висоті 12 м і ємнісний запал, повітряний вибух встановлений на 0,61 м. Ці запали представляли режими високого та низького вибуху зброї. Пристрій містив 12 кг вибухових речовин.
Деякі джерела повідомляють про продуктивність Mod 0 як 250 тонн тротилу (1 000 ГДж) і Mod 2 як 10-20 тонн тротилу (42-84 ГДж), але розсекречені документи розробки боєголовок вказують, що єдиною різницею між цими двома боєголовками були використовувані датчики навколишнього середовища та те, що боєголовки були конвертованими в полі, що свідчить про те, що зброя мала однакову потужність. Офіційні документи вказують на потужність 20 тонн тротилу (84 ГДж), коли налаштовано в раунді XM388 для Деві Крокетт.
Стверджується, що британська боєголовка «Ві Гвен» була копією W54. Хоча вона так і не була запущений у виробництво, Ві Гвен мав містити 1,6 кг плутонію і 2,42 кг урану.

## Тестування
Накопичені боєголовки W54 були випробувані на полігоні в Неваді 7 та 17 липня 1962 року. У Little Feller II (7 липня) боєголовка була підвішена 0,91 м над землею. У Little Feller I (17 липня) боєголовка була запущена як пристрій Дейві Крокетта зі стаціонарної 155-міліметрової пускової установки та налаштована на детонацію низького повітряного вибуху 2,7 кілометрів від місця старту. Це випробування було останнім випробуванням в атмосфері на випробувальному полігоні Невади та проводилося разом з операцією Ivy Flats, імітацією військового середовища. За ним спостерігали генеральний прокурор Роберт Ф. Кеннеді та радник президента генерал Максвелл Д. Тейлор.